# Coazzolo
Coazzolo – miejscowość i gmina we Włoszech, w regionie Piemont, w prowincji Asti.
Według danych na styczeń 2009 gminę zamieszkiwało 311 osób przy gęstości zaludnienia 75,5 os./1 km².